# Eurrhyparodes
Eurrhyparodes é um gênero de mariposa pertencente à família Crambidae.